# 潘美

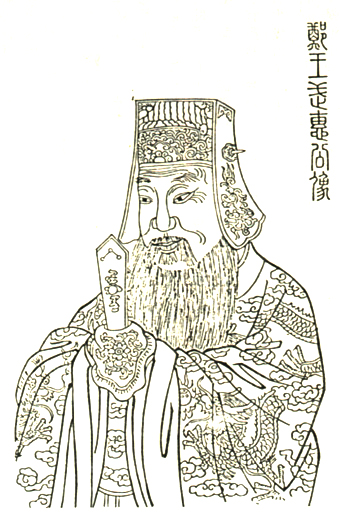
潘美

潘美（925年—991年），北宋初年名將，字仲询。大名（今属河北邯郸市大名县）人。在北宋滅南漢的戰爭中擔任主要統帥。官至客省使。

## 生平
潘美与宋太祖赵匡胤素厚，宋朝建立后，受到重用，李重进叛乱，太祖親征，命石守信為招討使，美為行營都監以副之。揚州平，留為巡檢，以任鎮撫，以功授秦州團練使（階官，從五品）。時湖南叛將汪端既平，人心未寧，乃授美潭州防禦使（階官，從五品）。开宝三年，為行營諸軍都部署、朗州團練使，率军滅南汉，一開始潘美圍攻賀州。南漢將伍彥柔率三萬人救之，潘美退兵二十里，設伏於南鄉岸，大破南漢軍，擒斬伍彥柔。接著連克昭、桂、連三州，進逼韶州。再敗李承渥於蓮花峰下，取韶州，南漢後主出降，南漢滅亡。
即日，命美與尹崇珂同知廣州兼市舶使。五月，拜山南東道節度使。五年，兼嶺南道轉運使。土豪周思瓊聚眾負海為亂，美討平之，嶺表遂安。八年，任昇州（今江苏南京）西南面行营马步军战櫂都监，助都部署曹彬伐南唐,南唐滅亡，加检校太傅、宣徽北院使。太平兴国初，改宣徽南院使。三年，加開府儀同三司（文散官，從一品）。四年正月，任北路都招讨制置使，判太原行府事，随太宗伐北汉，北汉滅亡，又被任为知幽州行府事，随太宗北伐辽，兵败而回。太平兴国四年八月，任河东三交口都部署，驻守西北边防，以捍辽朝。以雁门关之捷封代国公（爵，從一品），八年，改忠武軍節度使（階官，從二品），進封韓國公。
雍熙三年（986年），宋兵三路北伐辽朝，潘美为云（今山西大同）、应（今山西应县）、朔（今山西朔州）等州行营都部署，杨业副之，率西路军出雁门，所向克捷。不久，因曹彬所领东路军大败于岐沟关，潘美等也受诏撤军，并掩护云、应四州之民内徙。在撤军过程中，潘美与王侁等逼迫杨业冒险迎敌，置之必败之地，而又见死不救，致使陳家谷（今山西宁武）兵敗，杨业全军覆没，被俘，絕食而死。为此，潘美被削秩三等，降为检校太保。次年，又復旧官。淳化二年，加同平章事，数月后死，年六十七。贈中書令，諡武惠。咸平二年，配饗太宗廟庭。孙女在宋真宗为皇子的时候嫁为原配（章懷皇后潘氏），因此潘美在宋真宗时代又追封为郑王。

## 家族

### 子女
- 潘惟德，官至宫苑使
- 潘惟固，官至西上合门使
- 潘惟正，官至西京作坊使
- 潘惟清，官至崇仪使
- 潘惟熙，娶秦王女为妻，官至平州刺史
- 養子潘惟吉，後周世宗柴榮之子

### 孙
- 潘孝严，供备库使，生潘意[1]

### 曾孙
- 潘意，宋徽宗崇宁三年（1104年），娶宋神宗之女徐国长公主

## 演义形象
《杨家将》相关的小说、戏曲将潘美的名字改为潘仁美，进行了丑化，成为一代权奸，处处与杨家作对，并且勾结辽人，图谋夺取宋朝江山。这是传统文艺对潘美关于杨业之死的责任，无限的艺术夸张、扩大化的结果。明末清初王夫之曾指出潘美陷害杨业是擔心自己“功高震主”，所谓“胜乃自危，贸士卒之死以自全。”

## 参看
- 潘惟吉

## 延伸阅读
[在维基数据编辑]
 《宋史/卷258》，出自脱脱《宋史》